# Hotel New York (Rotterdam)

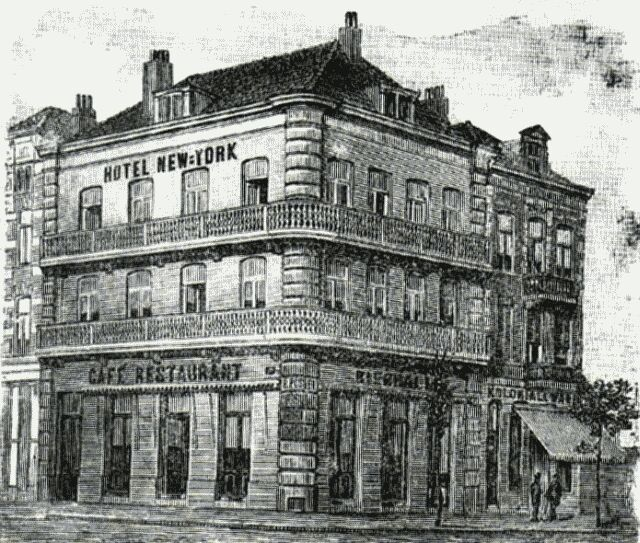
Het oude NASM Hotel New:York uit de 19e eeuw

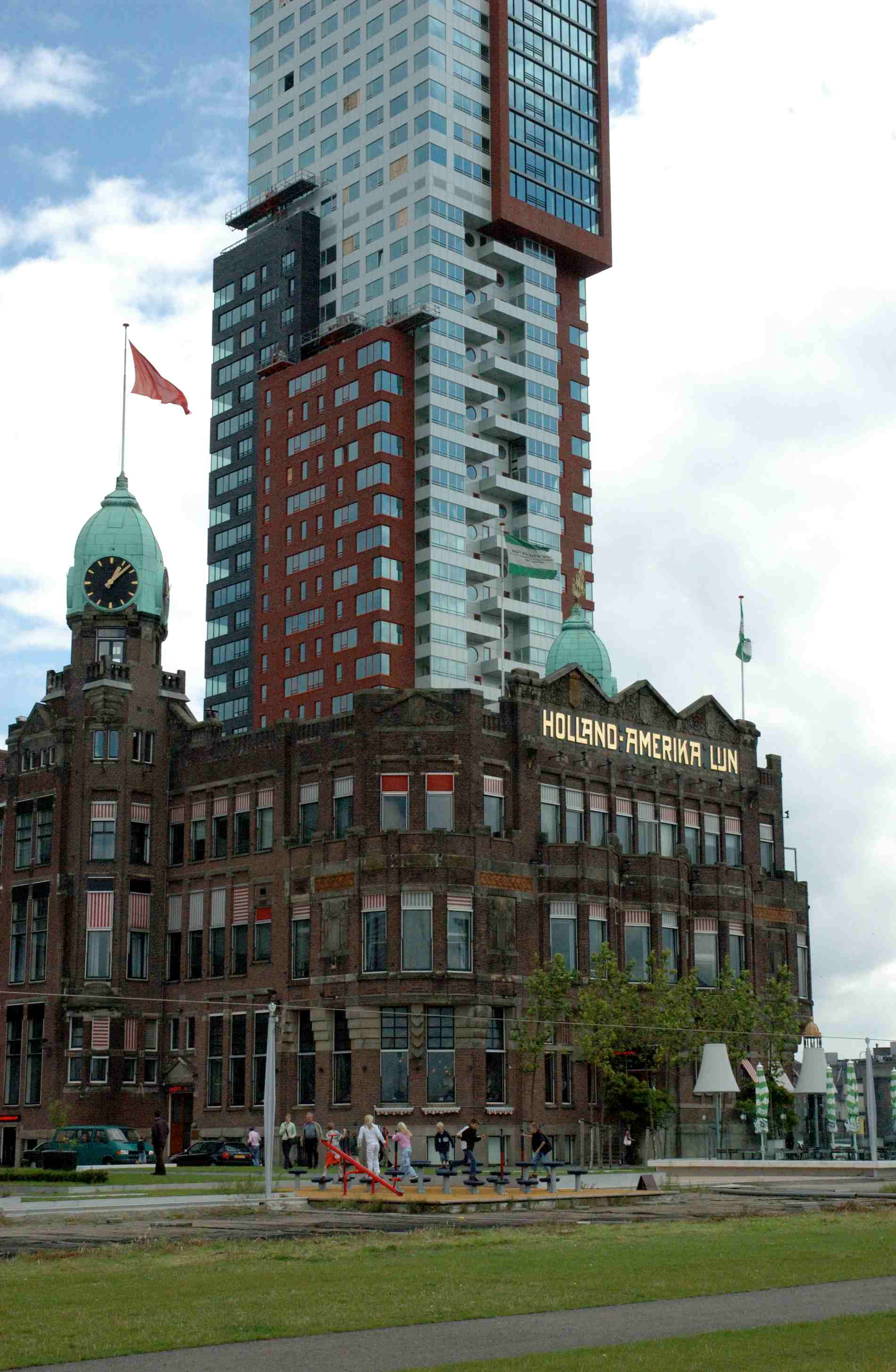
Hotel New York, met daarachter Montevideo

Het Hotel New York op de Wilhelminapier in Rotterdam is een hotel, gevestigd in het voormalige directiegebouw van de Holland-Amerika Lijn (H.A.L.). Het hotel werd geopend in 1993.
Ten tijde van de opening was het de eerste nieuwe onderneming die zich, gedurfd, vestigde op de Kop van Zuid, de centrumuitbreiding op de zuidoever van de Maas. Pas toen de Erasmusbrug in 1996 geopend werd, kreeg het hotel een korte verbinding met de binnenstad. Wel is het hotel sinds de opening een station voor een reguliere watertaxi. Sinds 1997 is er ook een metrostation in de buurt, station Wilhelminaplein.

## Holland Amerika Lijn
In 1620 vertrokken (vluchtten) de Pilgrim Fathers vanuit Delfshaven naar Amerika. Daarna reisde een steeds grotere groep landverhuizers en gelukzoekers via Rotterdam naar Amerika. In 1873 werd de NASM opgericht (welke op ongeveer dezelfde plaats van het latere directiegebouw en huidige hotel al eerder een hotel met de naam Hotel New:York had gevestigd), in 1896 officieel Holland-Amerika Lijn genoemd. Tot de eeuwwisseling van 1900 werden ongeveer een half miljoen mensen overgezet. Op 8 november 1971 voer de Nieuw Amsterdam II als laatste uit vanaf de pier, daarna verdween de H.A.L. uit Rotterdam, en uit New York.
In de periode 1901-1917 werd het directiegebouw gebouwd op de Wilhelminapier door de architecten Muller, Droogleever Fortuyn en Van der Tak. Het massieve blok werd enigszins verluchtigd met jugendstilornamenten en, wat later, de twee bescheiden maar karakteristieke torentjes. Het gebouw heeft de status van rijksmonument.

## Kop van Zuid
Het hotel werd geopend toen voor de ontwikkeling van de wijk Kop van Zuid, en dus ook de Wilhelminapier, enkel nog maar plannen bestonden. De pier was zeer slecht bereikbaar, althans, via een grote omweg en in een verlaten havengebied. Wel voer vanaf het begin een watertaxi een lijndienst tussen noord- en zuidoever van de Maas. Pas toen in 1996 de Erasmusbrug werd geopend, was de Wilhelminapier voor wielvervoer aangesloten op het centrum. Op dat moment waren ook andere nieuwe gebouwen in gebruik genomen op Zuid. Op dit moment is het hotel tot dwerg gemaakt door twee hoge torens, waaronder Montevideo. Vanaf de pier, en dus ook vanuit het hotel, is er een uitzicht over de Maas en de nabijgelegen haveninstallaties.

## Hotel
Het hotel heeft 72 kamers, waaronder twee in de torentjes. Er zijn conferentiezalen, en een restaurant met 400 plaatsen. Sinds oktober 2015 heeft het hotel een tweede restaurant, NY Basement. De zangeres Anouk verbleef enige tijd in het hotel, terwijl ze haar album "Hotel New York" schreef. Hotel New York stond in 2016 model voor het 97e Delfts blauwe huisje van KLM.

## Afbeeldingen

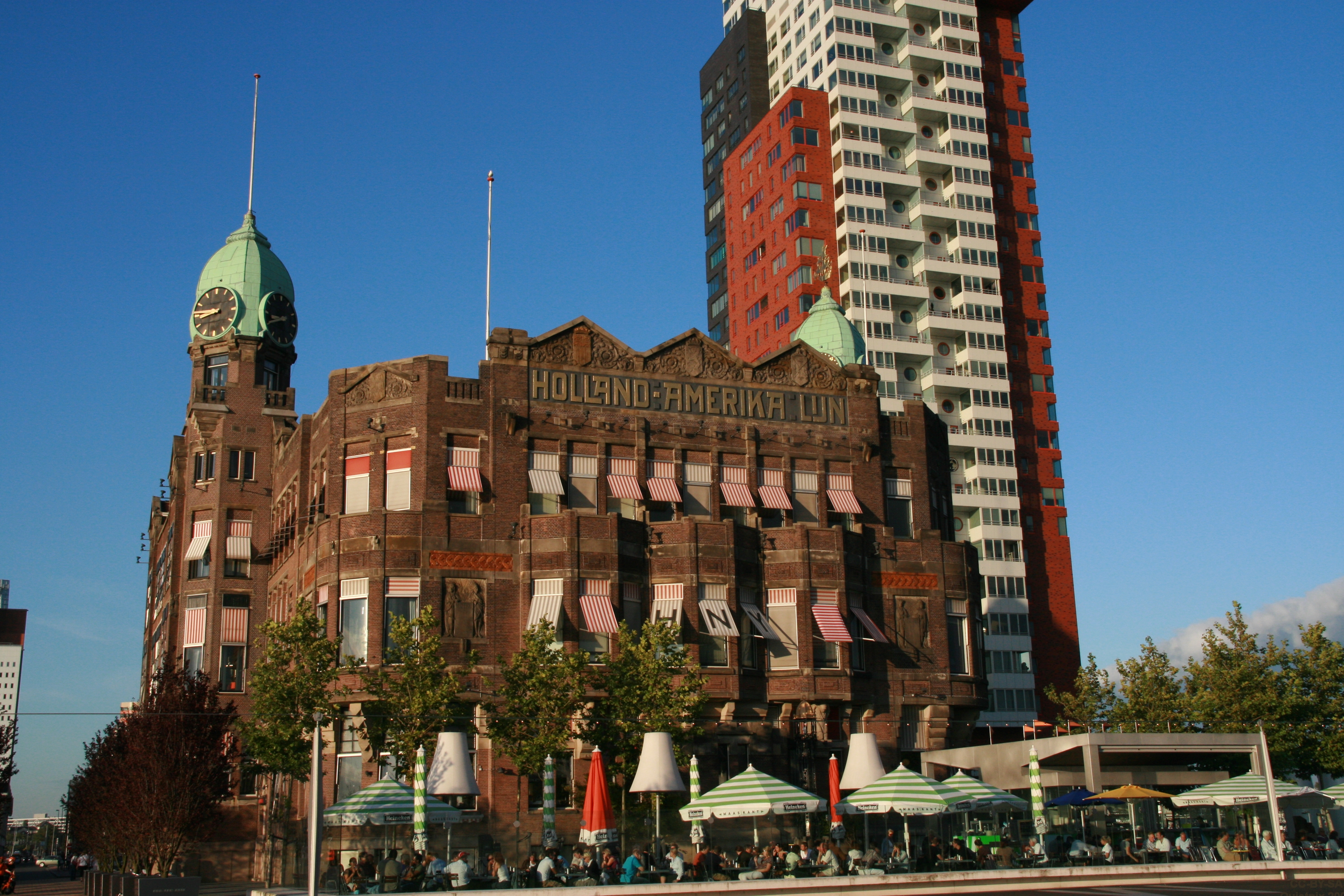
Zijaanzicht Hotel New York
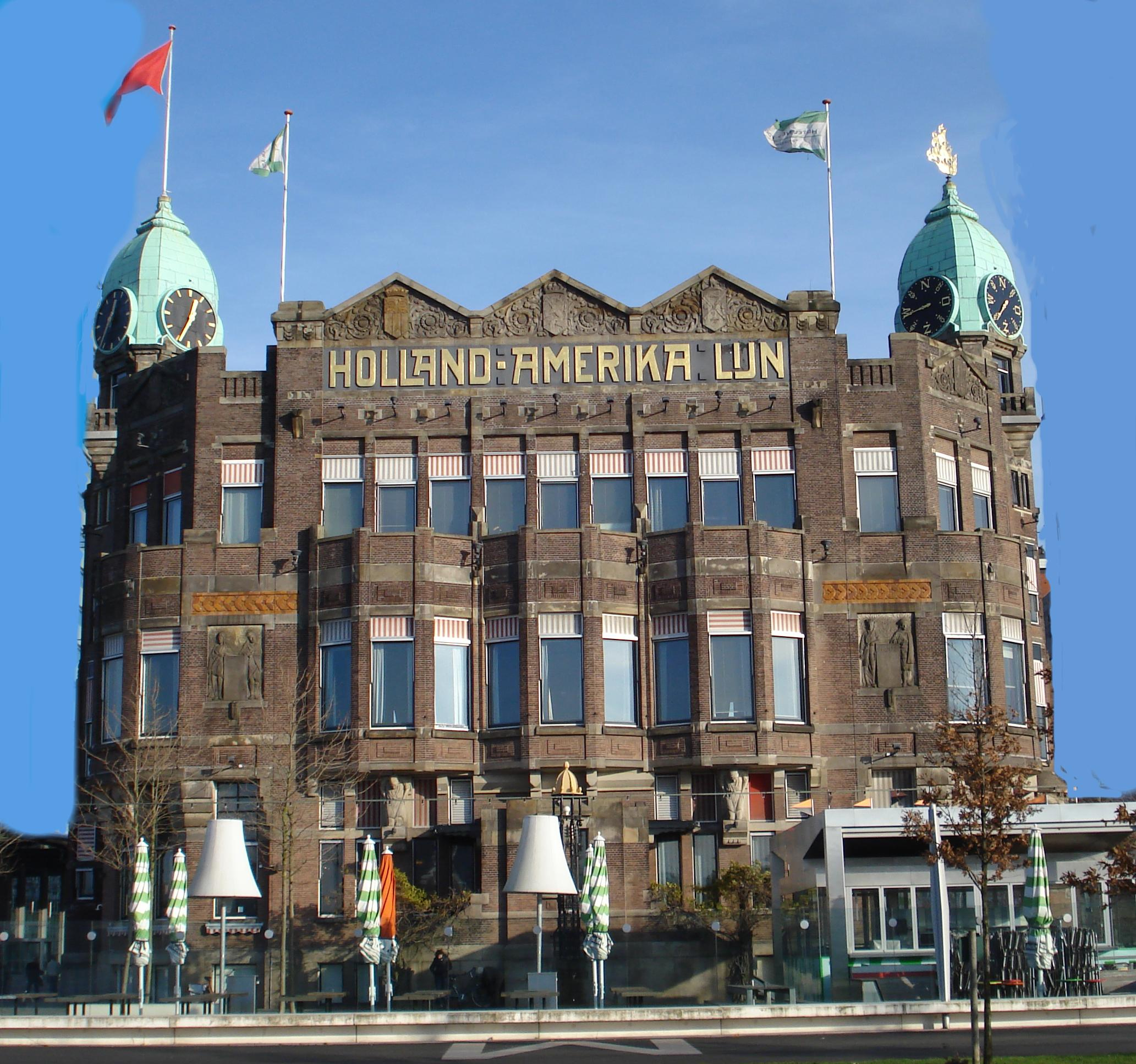
Zuidaanzicht Hotel New York
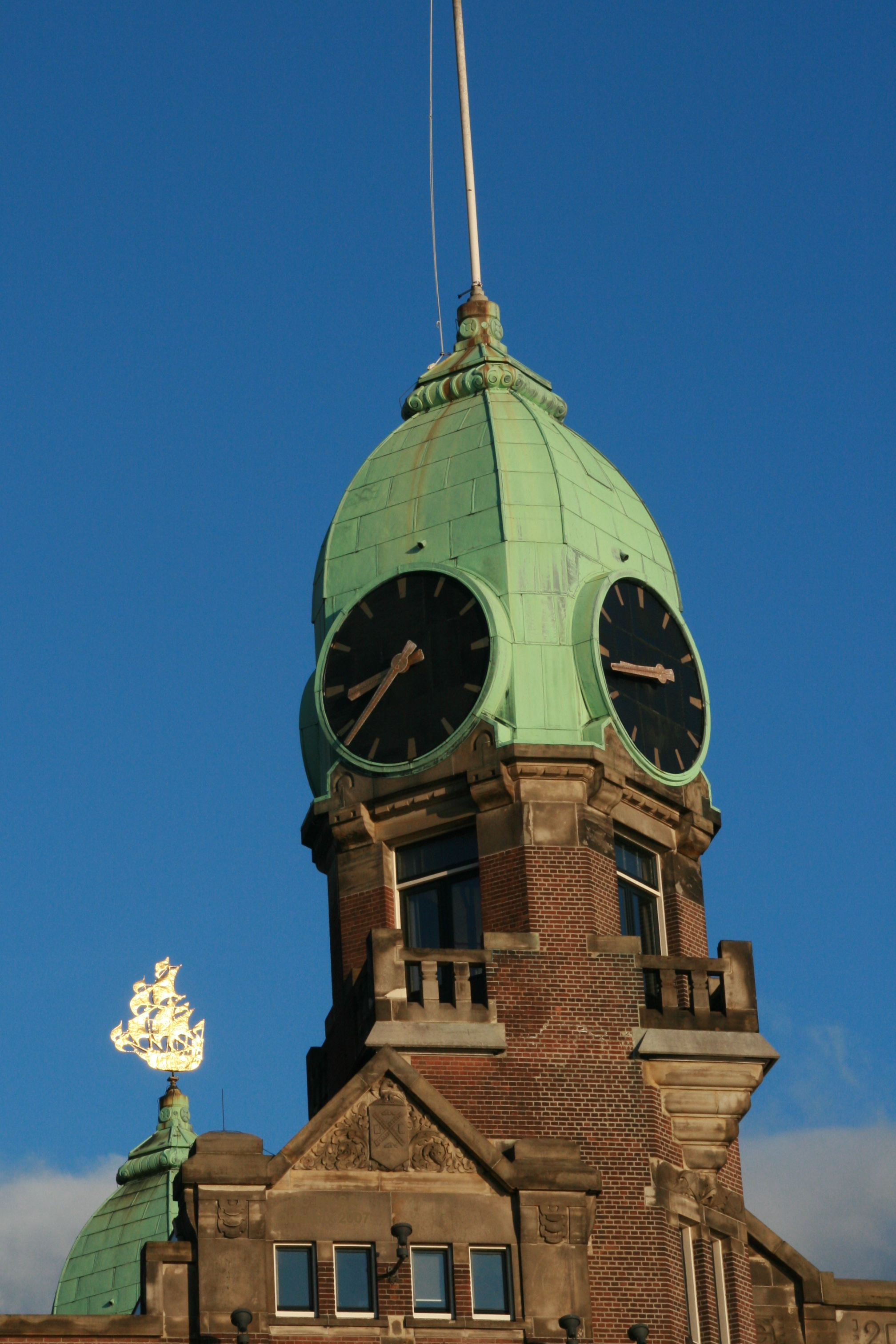
Detailfoto van de torentjes
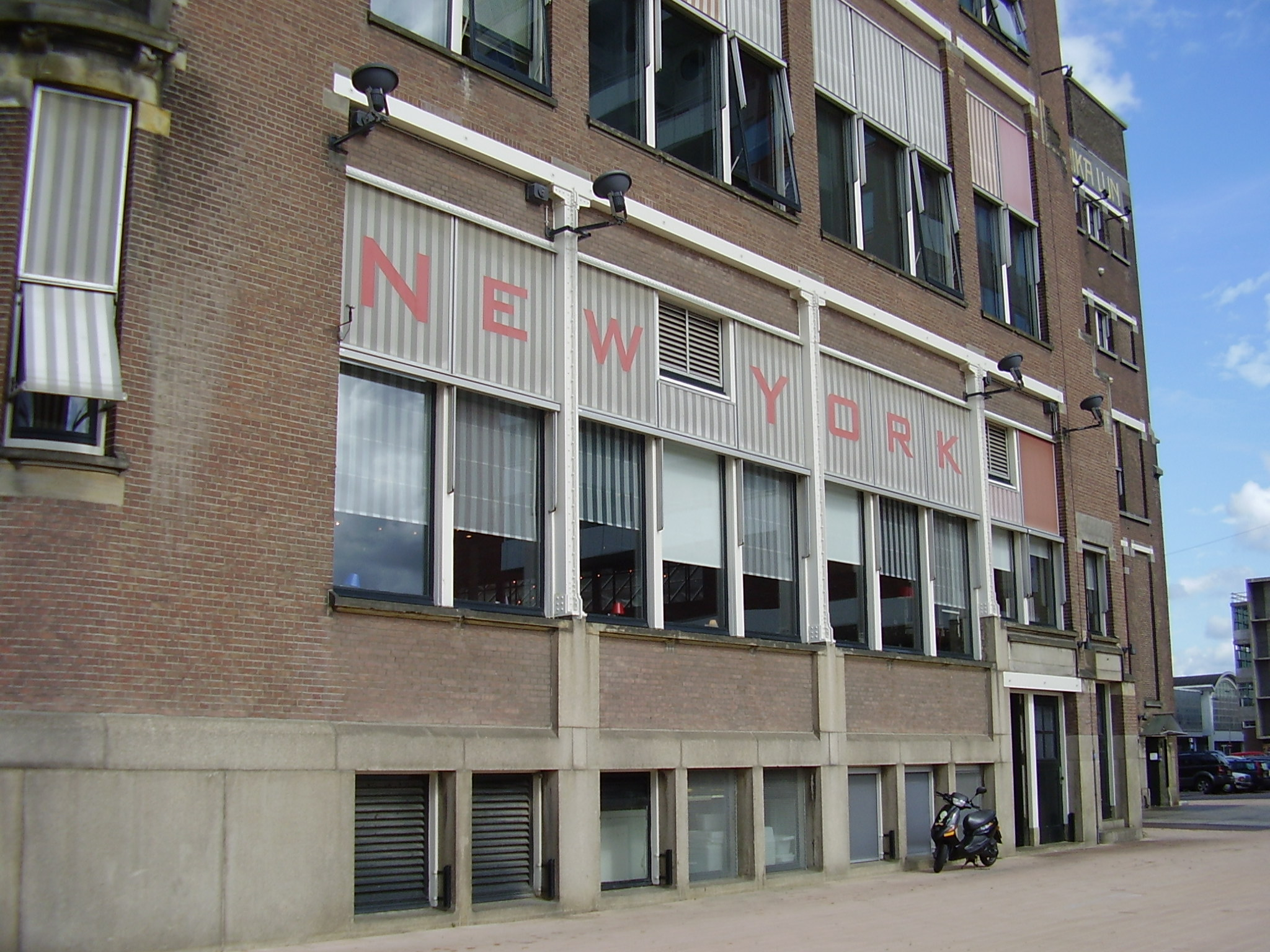
Hotel New York
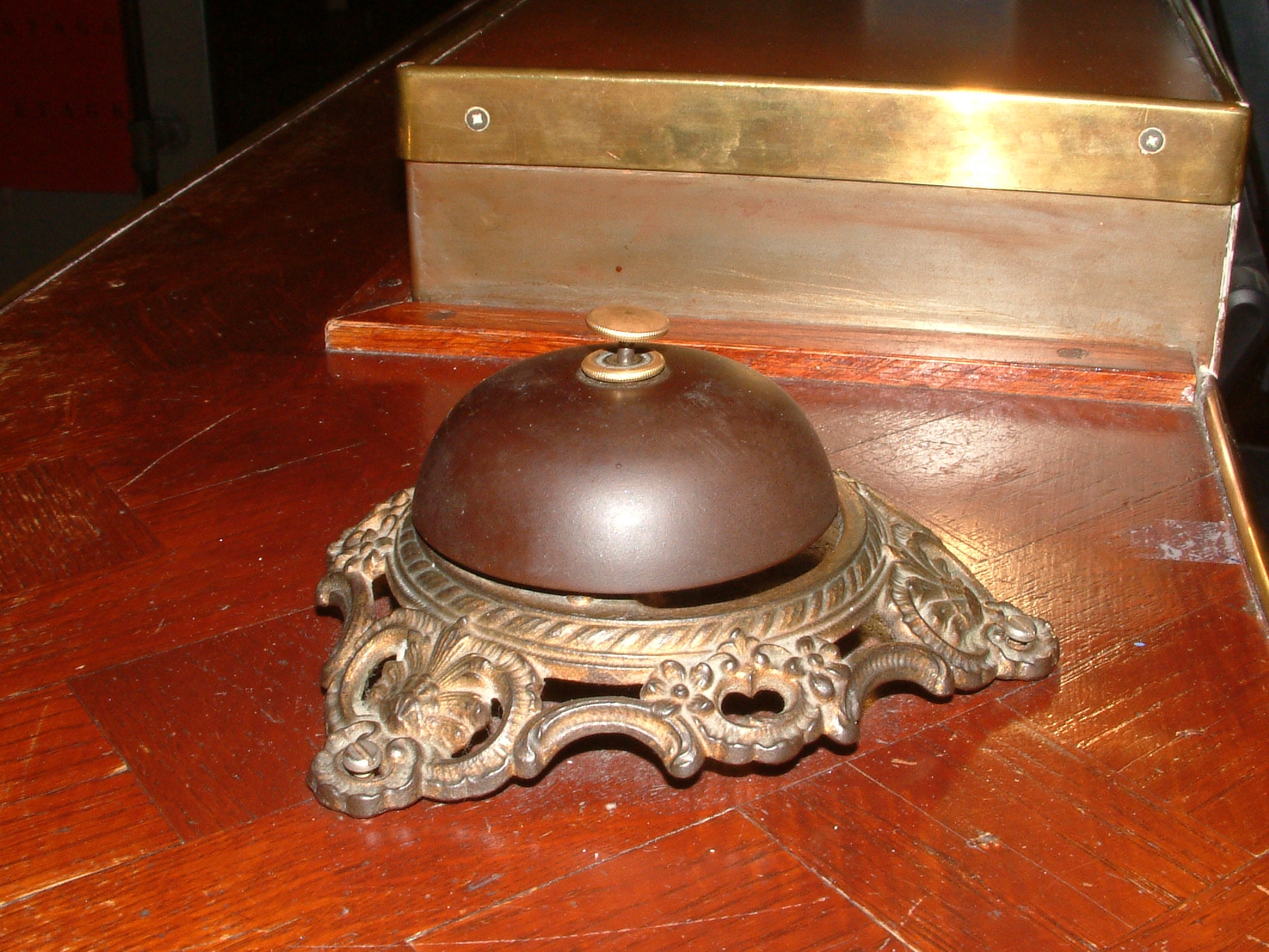
De bel op de balie
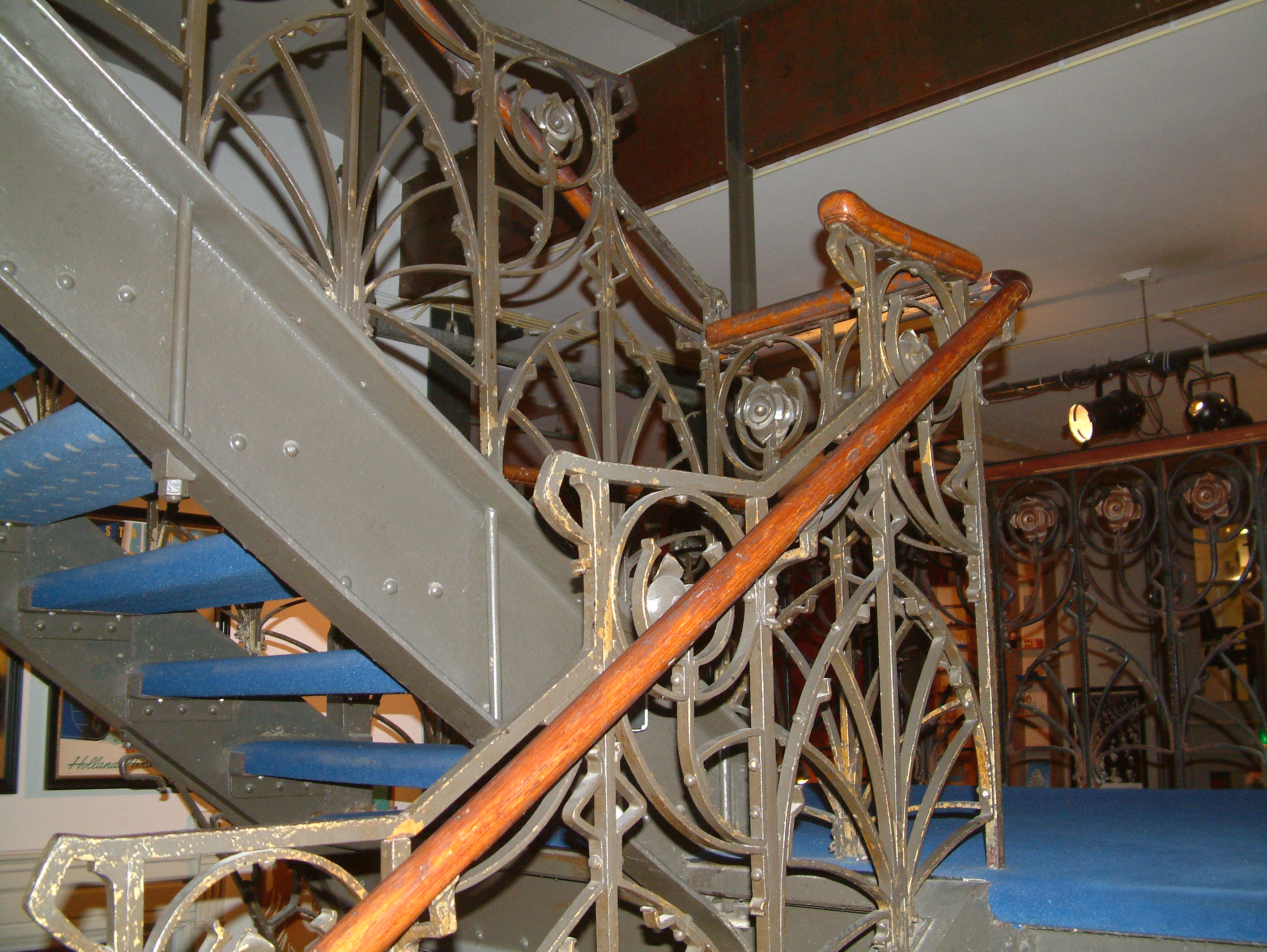
De trapleuning

- Library of Congress Control Number: nb2011028062
- Rijksmonument: 513872
- Virtual International Authority File: 266018978